# Glomopsis corni
Glomopsis corni är en svampart som först beskrevs av Peck, och fick sitt nu gällande namn av D.M. Hend. 1961. Glomopsis corni ingår i släktet Glomopsis och familjen Platygloeaceae.   Inga underarter finns listade i Catalogue of Life.